# Le Mesnil-Herman
Le Mesnil-Herman – miejscowość i dawna gmina we Francji, w regionie Normandia, w departamencie Manche. W 2013 roku liczba ludności wynosiła 150 mieszkańców. 
Dnia 1 stycznia 2019 roku włączono ówczesne gminy Le Mesnil-Herman oraz Soulles do Bourgvallées. Siedzibą gminy została miejscowość Saint-Samson-de-Bonfossé. 